# Синклер, Кит
Кит Синклер (англ. Keith Sinclair; род. 26 июня 1945, Сандерленд, Дарем) — английский и британский хоккеист на траве, левый и правый полузащитник. Участник летних Олимпийских игр 1968 и 1972 годов.

## Биография
Кит Синклер родился 26 июня 1945 года в британском городе Сандерленд.
Учился в Манчестерском университете.
Играл в хоккей на траве за «Талс Хилл». Выступал за молодёжную сборную Англии и сборную Чешира.
В июле-сентябре 1966 года в составе сборной Великобритании участвовал в 22-матчевом турне по Австралии.
В 1968 году вошёл в состав сборной Великобритании по хоккею на траве на летних Олимпийских играх в Мехико, занявшей 12-е место. Играл в поле, провёл 1 матч, мячей не забивал.
В 1972 году вошёл в состав сборной Великобритании по хоккею на траве на летних Олимпийских играх в Мюнхене, занявшей 6-е место. Играл в поле, провёл 6 матчей, мячей не забивал.